# مارتی خودری
مارتی خودری (انگلیسی: Maartje Goderie؛ زادهٔ ۵ آوریل ۱۹۸۴) بازیکن هاکی روی چمن اهل هلند بود.
وی در مسابقات کشوری و بین‌المللی در مجموع برندهٔ ۸ مدال طلا، ۱ مدال نقره، ۱ مدال برنز شده‌است.